# Stanisław Fuks
Stanisław Fuks (ur. 3 listopada 1922 w Sieradzu, zm. 18 sierpnia 1984 w Zduńskiej Woli) – polski archiwista, pionier archiwistyki filmowej, członek Rady Programowo-Naukowej Filmoteki Polskiej, odkrywca rękopisów Jerzego Szaniawskiego.

## Życiorys
Studiował filologię polską na Wydziale Humanistycznym Uniwersytetu Łódzkiego.
Przez ponad 30 lat był związany, jako archiwista z Telewizją Polską. W latach 1947–1948 był referentem w Instytucie Filmowym w Łodzi. Od 1949 dokumentalista w Archiwum Filmowym Państwowej Wyższej Szkoły Filmowej w Łodzi i kierownik Centralnej Biblioteki Filmowej przy PWSF. W 1957 podjął pracę w Centralnym Archiwum Filmowym, jako sekretarz, a następnie, jako kierownik Ośrodka Muzealnego CAF. W latach 1966–1976 pracował w Komitecie ds. Radia i Telewizji. Był zastępcą kierownika Archiwum Filmowego Telewizji, kierownikiem Redakcji Aktualności Filmowych TV i kierownikiem sekcji informacji filmowej w Zakładach Dokumentacji Programowej Telewizyjnej Wytwórni Filmowej Poltel w Warszawie. 
Odkrywca w 1973 nieznanych rękopisów wielkiego pisarza i dramaturga Jerzego Szaniawskiego na terenie Zduńskiej Woli. Od 1978 był członkiem Rady Programowo-Naukowej Filmoteki Polskiej. W latach 1977–1984 członek Zarządu Sekcji Warszawskiej Towarzystwa Przyjaciół Zduńskiej Woli.
Spoczywa na starym cmentarzu w Zduńskiej Woli.
O życiu i działalności Stanisława Fuksa powstała w 2017 książka biograficzna Jarosława Stulczewskiego Stanisław Fuks (1922-1984). Biografia pioniera polskiej archiwistyki filmowej.

## Odznaczenia
- Złoty Krzyż Zasługi
- Medal 10-lecia Polski Ludowej
- Odznaka „Zasłużony Działacz Kultury”